# Розен-Санин, Михаил Николаевич
Михаил Николаевич Розен-Санин (1877—1956) — российский и советский театральный актёр, заслуженный деятель искусств РСФСР (1947).

## Биография
Михаил Розен родился 7 (19) марта 1877 года.
Начал сценическую деятельность в 1893 году. Играл на сценах Санкт-Петербурга (театр "Народный дом"), Ярославля (1917—1918), в Екатеринодаре (1920—1921) и в Москве, в Московском театре им. МГСПС (позже — Театр имени Моссовета, 1924—1956).
Умер Михаил Розен-Санин 27 декабря 1956 года. Похоронен на Ваганьковском кладбище (24 уч.).

## Роли в театре

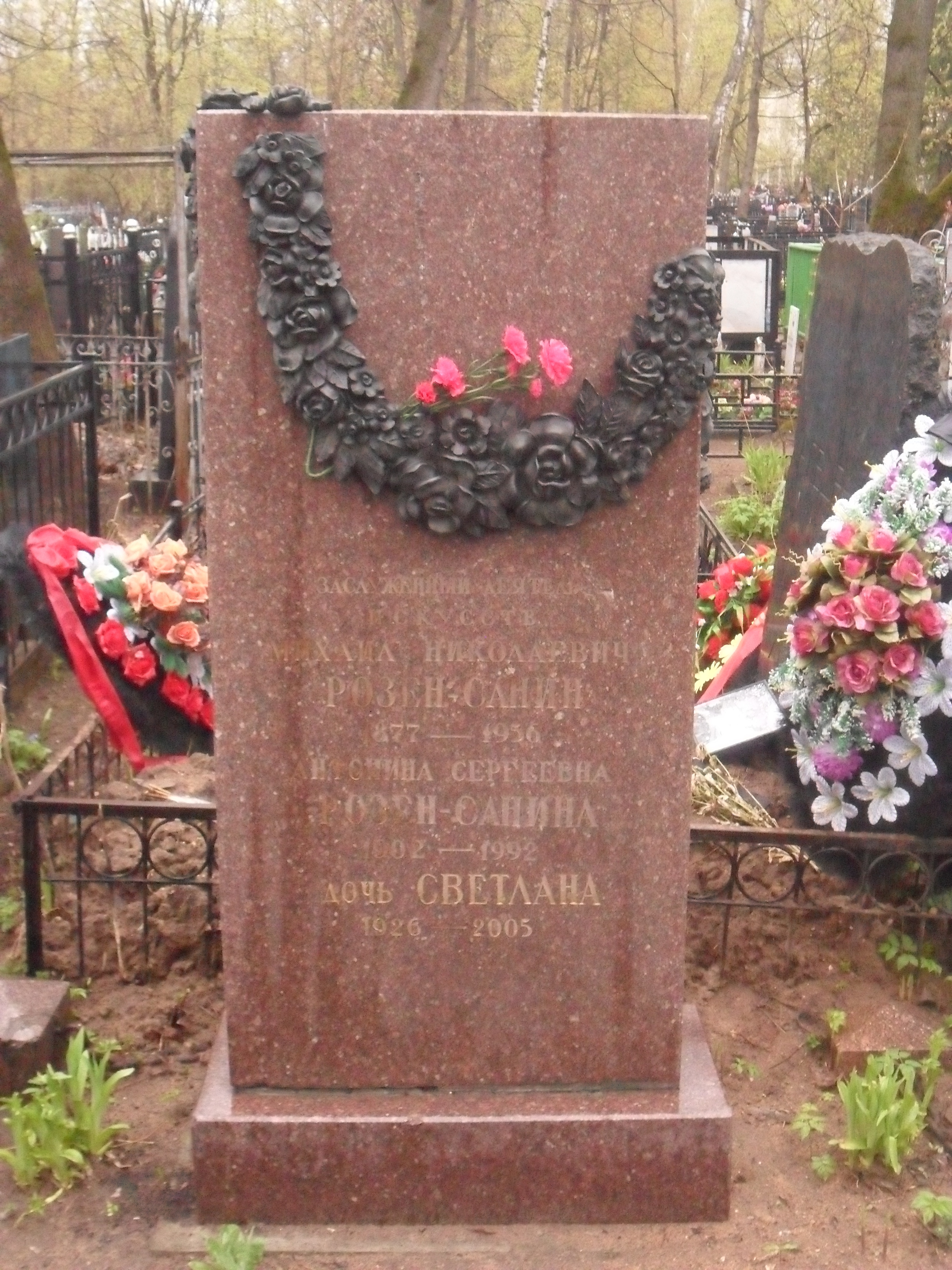
Могила Розен-Санина на Ваганьковском кладбище Москвы.

- «Дети капитана Гранта» Ж. Верна — Паганель
- «Мария Стюарт» — Борлейф
- «Нахлебник» Тургенева — Кузовкин
- «Мёртвые души» Гоголя — Плюшкин
- «Смерть Ивана Грозного» А. К. Толстого — Борис Годунов
- «Дети Ванюшина» Найдёнова — Ванюшин
- «Жизнь зовёт» Билль-Белоцерковского — Чадов
- «Апшеронская ночь» Никитина — Тамерланов
- «Богатые невесты» Островского — Гневышев
- «Русский вопрос» — Кесслер
- «Свадьба Кречинского» — ростовщик Бек
- «Кража» Дж. Лондона — Старкуэтер
- «Порт-Артур» Л. В. Никулина — генерал Кондратенко
- «Разбойники» Шиллера - Франц Моор
- «Венецианский купец» Шекспира - Шейлок
- «Король Лир» Шекспира - Лир